# Microfon

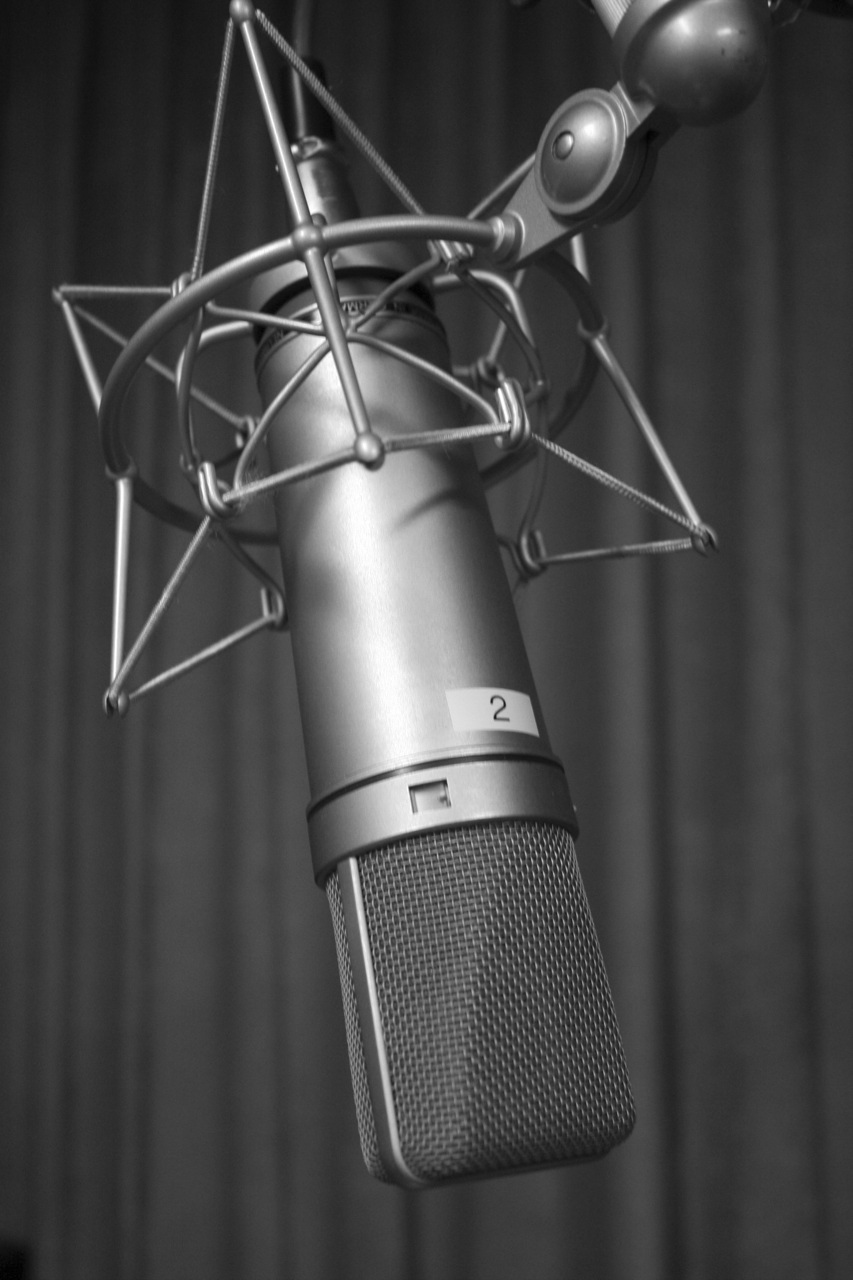
Microfon marca Neumann

Microfonul este un aparat (transductor) care transformă sunetul în semnale electrice. Acesta are multe aplicații, fiind folosit de obicei în radioteleviziune și în telecomunicații, dar și în industria muzicală.
Un microfon, numit coloidal mic sau mic (/ maɪk /), [1] este un dispozitiv - un traductor - care transformă sunetul într-un semnal electric. Microfoanele sunt utilizate în multe aplicații, cum ar fi telefoane, aparate auditive, sisteme de adresare publică pentru săli de concerte și evenimente publice, producție de imagini în mișcare, inginerie audio în direct și înregistrată, înregistrare de sunet, radiouri bidirecționale, megafone, radiodifuziune și televiziune și în calculatoare pentru înregistrarea vocii, recunoașterea vorbirii, VoIP și în scopuri neacustice, cum ar fi senzori ultrasonici sau senzori de bătaie.
Sunt utilizate mai multe tipuri de microfon, care utilizează diferite metode pentru a converti variațiile de presiune a aerului unei unde sonore într-un semnal electric. Cele mai frecvente sunt microfonul dinamic, care utilizează o bobină de sârmă suspendată într-un câmp magnetic; microfonul condensatorului, care folosește diafragma vibrantă ca placă condensator; și microfonul piezoelectric, care folosește un cristal de material piezoelectric. Microfoanele trebuie de obicei conectate la un preamplificator înainte ca semnalul să poată fi înregistrat sau reprodus.

## Modele și aplicații
Un microfon de contact captează vibrațiile direct de pe o suprafață solidă sau de pe un obiect, spre deosebire de vibrațiile sonore din aer. Una dintre aplicațiile sale este detectarea sunetelor de nivel foarte scăzut, cum ar fi cele care provin de la obiecte mici sau insecte. Un microfon este format, de obicei, dintr-un traductor magnetic (bobină mobilă), o placă de contact și un ac de contact.
Microfonul Petceste proiectat pentru funcționarea cu mâinile libere. Aceste microfoane mici se poartă pe corp. Inițial, ele erau ținute în poziție cu un cordon purtat în jurul gâtului, dar mai frecvent sunt atașate de îmbrăcăminte cu o clemă, un ac, o bandă sau un magnet. Cablul de buclă poate fi ascuns sub îmbrăcăminte și poate fi condus fie la transmițătorul RF dintr-un buzunar, fie atașat la curea (pentru utilizare mobilă), fie condus direct la mixer (pentru aplicații fixe).
Un microfon fără fir transmite sunetul sub forma unui semnal radio sau optic, mai degrabă decât prin cablu. De obicei, acesta își trimite semnalul cu ajutorul unui mic emițător radiola cel mai apropiat receptor conectat la sistemul de sunet, dar poate folosi și unde infraroșii dacă emițătorul și receptorul se află la vedere unul față de celălalt.
Microfoanele sunt utilizate în numeroase aplicații, cum ar fi telefoanele, aparatele auditive, sistemele hands-free pentru săli de concerte și evenimente publice, producția de filme, înregistrările audio live și înregistrate și înregistrarea sunetului, radiouri cu două căi, megafoane, precum și transmisiuni de radio și televiziune. De asemenea, acestea sunt utilizate în calculatoare pentru înregistrarea vocii, recunoașterea vorbirii, VoIP și pentru alte aplicații, cum ar fi senzorii cu ultrasunete sau senzorii de detonare.